# Olga Kolářová
Olga Kolářová (* 10. Januar 1986 in Klatovy als Olga Ertlová) ist eine ehemalige tschechische Squashspielerin.

## Karriere
Olga Kolářová spielte von 2004 bis 2014 auf der WSA World Tour und gewann auf dieser zwei Turniere bei insgesamt drei Finalteilnahmen. Ihre höchste Platzierung in der Weltrangliste erreichte sie mit Rang 44 im Mai 2012. Mit der tschechischen Nationalmannschaft nahm sie 2012 an der Weltmeisterschaft teil. Sie gehörte außerdem mehrere Male zum tschechischen Kader bei Europameisterschaften. Zwischen 2004 und 2014 nahm sie sechsmal an der Europameisterschaft teil, ihr bestes Abschneiden war das Erreichen des Viertelfinals 2014. Sie wurde zwischen 2009 und 2022 sechsmal tschechische Landesmeisterin.
Olga Kolářová ist verheiratet, am 7. Juli 2015 wurde sie Mutter einer Tochter.

## Erfolge
- Gewonnene WSA-Titel: 2
- Tschechischer Meister: 6 Titel (2009, 2013, 2014, 2016, 2019, 2022)